# Velamos
Velamos byl československý výrobce jízdních kol, se sídlem v Sobotíně a továrnou v Petrově nad Desnou.

## Historie
Po první světové válce se zabývali prodejem a opravou jízdních kol a motocyklů bratři Josef a Gustav Heinzovi v Rapotíně. Továrnu v Petrově nad Desnou, dnes součástí obce Sobotín, založili až v roce 1930. Dne 1. května 1932 byla firma zaregistrována jako Velamos-Werke Heinz & Co. Fahrradteilefabriken in Zöptau. V nové továrně počáteční výroba činila 30 kusů jízdních kol za den, do druhé světové války vzrostla na 150 kusů. Za první republiky také závody Velamos vyvážely do 18 států Evropy a zámoří. Značný podíl představovala produkce volnoběžek a nábojů s protišlapnou brzdou typu Torpedo, které byly dobrým exportním artiklem. Továrna Velamos v roce 1938 vyrobila 25 tisíc kol. Za protektorátu byla výroba kol utlumena.

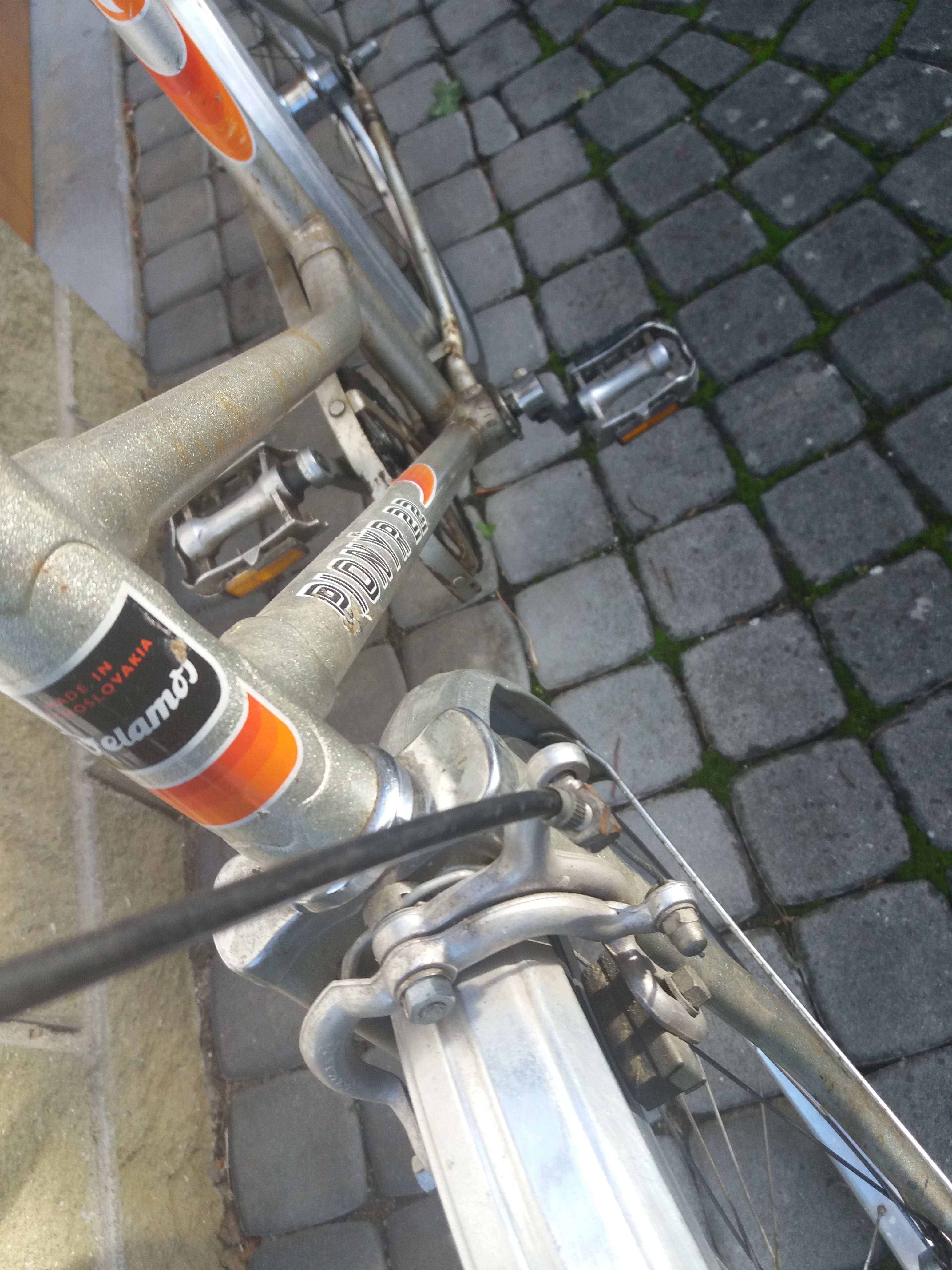
Detail (–⁠ kolo Pionýr 22, ráfková brzda Favorit, rámové polepy „Velamos - Made In Czechoslovakia“

Po druhé světové válce byla firma jako továrna s německým kapitálem znárodněna. Proběhla centralizace a sjednocení výrobního programu. Národní podnik Velamos byl tvořen základním závodem v Petrově nad Desnou, závodem v Loučné nad Desnou s provozovnou v Rejhoticích, závodem ve Zlatých Horách, závodem v Náměšti nad Oslavou a závodem ve Skutči. V mateřské továrně v Petrově nad Desnou byla koncem 50. let vybudována zcela nová montážní hala a další výrobní a logistické prostory.

## Typologie kol

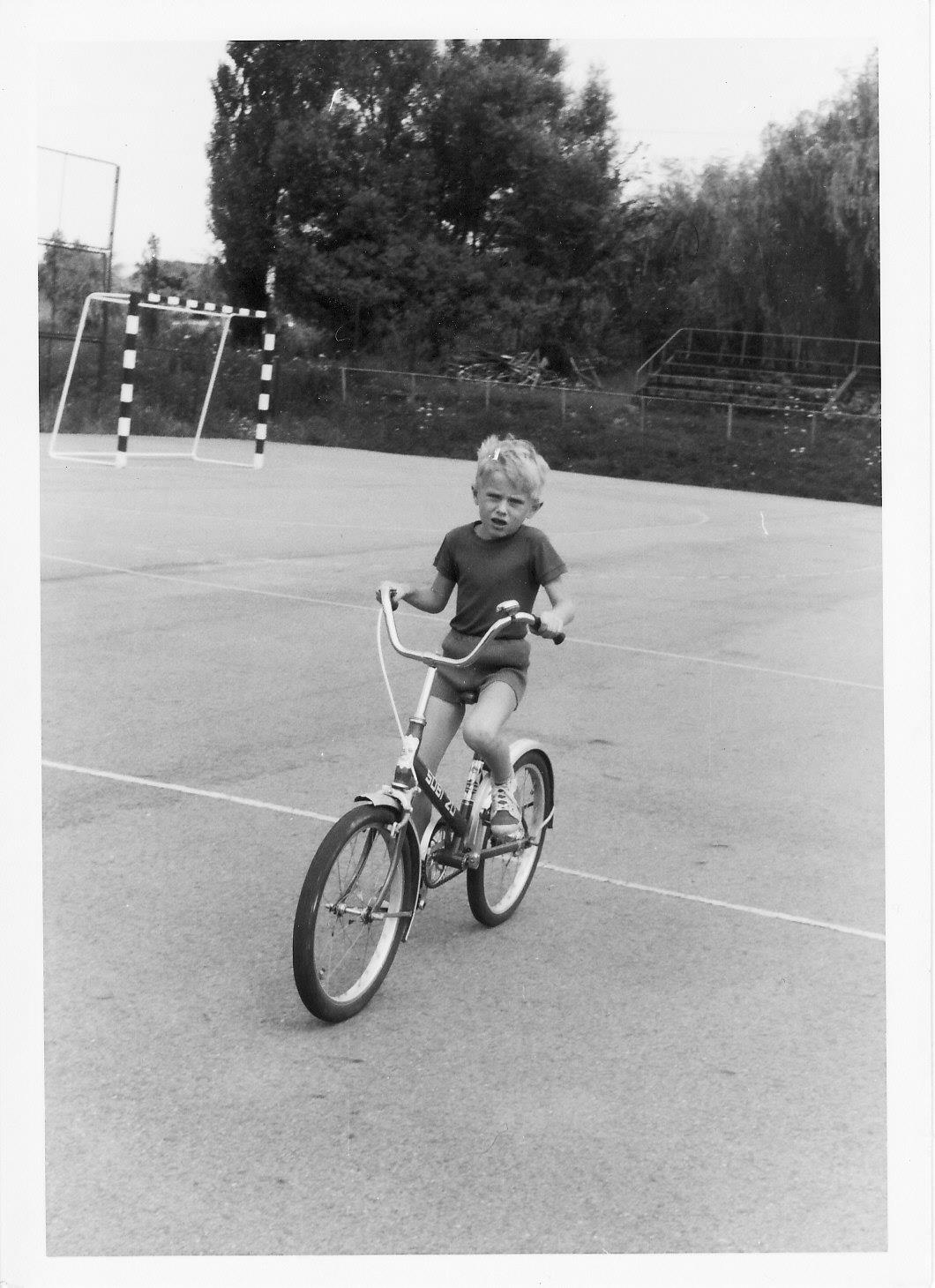
Sobi 20 bylo v 80. letech častým dětským kolem

Na československých silnicích byla rozšířena zejména kola zdejší výroby, značek Favorit Rokycany, Liberta Mělník, Eska Cheb a Velamos. Dovoz ze zemí RVHP nebyl tak rozsáhlý, většina československých kol byla určena na vývoz nejen do východního bloku, ale i do západních zemí. Zatímco Favorit vyráběl spíše sportovní a silniční kola, Eska turistická a cestovní kola, národní podnik Velamos se specializoval hlavně na dětská kola, avšak vyráběl i pánská a dámská cestovní kola. Mezi nejznámější typy kol, vyráběných závody Velamos, patřila kola Pionýr 22 s dvaadvacetipalcovými koly, určená pro děti, dámská cestovní kola Lady 26, nebo SOBI 20 s dvacetipalcovými koly a vysokými řídítky, určená pro děti i dospělé. Tato kola si získala velkou oblibu pro svou robustnost a jednoduchost. V 80. letech Velamos pružně zareagoval na potřeby mládeže a na trh uvedl BMX a RMX 20, určená pro sport BMX. Velamos Sobotín také vyráběl komponenty pro jízdní kola, používané i dalšími podniky, například náboje a protišlapné brzdy pro kola Eska. Kola Velamos také používala komponenty jiných podniků, např. ráfkové brzdy Favorit.
Po listopadové revoluci výroba pokračovala. Ukázaly se snahy o modernizaci výroby používáním dovozových komponentů, zejména z Asie. V roce 1993 Velamos vyráběl 250 tisíc kol ročně a byl tak největším českým výrobcem. V druhé polovině 90. let však akciová společnost Velamos již delší dobu čelila odbytovým a finančním těžkostem. V roce 1998 skončilo její hospodaření ztrátou 20 milionů korun. Velamos ve stejném roce vyrobil zhruba 100 tisíc kol a většinu produkce exportoval zejména na západoevropské trhy. Dne 22. února 2002 byl na firmu Krajským soudem v Ostravě vyhlášen konkurs. Podle účetní závěrky nejméně od roku 2012 firma nevykonává žádnou činnost.

## Obnovení výroby
V roce 2016 firma 4freetime group (majitelé Michal Homola a Jiří Kuchař) obnovila výrobu kola SOBI 20. Rám zůstal stejný, pouze s malými úpravami (např. zpevnění rámu a prodloužení rozvoru). Od konce roku 2016 již kola byla v prodeji. Chystá se také výroba příslušenství do města. Většina komponentů je vyráběna v Česku. Připravovala se také skládací verze, kvůli které firma odstartovala crowdfundingovou kampaň. Ta však byla neúspěšná.
V roce 2023 probíhala výroba kol SOBI 20 již pouze zakázkově v malých sériích. Skládací verze je rovněž v nabídce. Výroba je realizována na Slovensku, výrobcem je Jiří Salivar. Většina dílů stále pochází z tuzemské produkce, některé komponenty dodává například český výrobce tříkolek pro dospělé LOPED-tříkolky s.r.o.